# Retorno a la verdad
Retorno a la verdad es una película española de drama estrenada en 1956, coescrita y dirigida por Antonio del Amo y protagonizada en los papeles principales por Susana Canales, Julio Peña y Germán Cobos.

## Sinopsis
Susana es una joven cuyo marido Jorge, comandante de aviación, ha dejado de prestarle la debida atención. Aburrida e insatisfecha, encuentra la compañía de Carlos, un viejo amigo de la infancia.

## Reparto
- Susana Canales ... Susana
- Julio Peña ... Comandante Jorge Peña
- Germán Cobos ... Carlos
- Ángel Ter ...	Capitán Mariano Echarri
- Dolores Quesada ... Carmen
- María Luisa Moneró ... Madre
- Rafael Calvo Revilla ... Coronel
- María Sánchez Aroca ... Faustina
- Rodolfo del Campo ...	Juan
- Amalia Sánchez Ariño ... Juliana
- Marisa Ramos ... Doncella
- Fermín Sánchez ... Controlador aéreo